# Michael Erich Franck
Michael Erich Franck, Pseudonym Melisso (getauft 17. Oktober 1691 in Schalkau; † 17. Juni 1721 in Ahorn bei Coburg) war ein deutscher Romanautor.

## Leben
Als Pastorensohn kam Franck in Schalkau zur Welt, doch dank der Versetzung seines Vaters in die Coburger Umgebung konnte er von 1709 bis 1713 das berühmte Coburger Gymnasium Casimirianum besuchen. Er immatrikulierte sich zunächst in Jena, ging jedoch schon 1714 weiter nach Altdorf bei Nürnberg, um sein Studium der Rechtswissenschaften dort fortzusetzen. Offenbar schloss er nie ab, doch konnte er dennoch in Oldisleben an der Unstrut eine Anstellung als Amtsadvokat finden. Erst Neunundzwanzigjährig, starb er 1721 im elterlichen Pfarrhaus.
Die Liebes- und Studentenromane des jungen Autors folgen den Mustern des galanten Romans bis hin zur Verschlüsselung. Franck musste sich dabei offensichtlich nach dem Adelphico den Vorwurf gefallen lassen, den Skandal verweigert und für Geld gelobhudelt zu haben. Er kommt ihn mit der Fleurie darauf zurück, gesteht Armut, und nennt seine aktuellen Vorbilder:

„Ist gleich die Schreib-Art nicht allzu zierlich; Daß sie derjenigen, welche die unvergleichlichen Romanisten unserer Zeit als Herr Talander, Menantes und Meletaon führen, gleich kommen soll: So bin schon zu frieden, wann ich nur den tausenden Teil von der Annehmlichkeit im Schreiben, dieser berühmten Leute, bekomme; […].

Daß ich aber angefangen Roman zu schreiben, ist denen jenigen am besten bekannt, die mich kennen, und wissen, daß ich solches aus erheblichen Ursachen thun müssen; Angesehen ich meine Studia Juridica unmöglich prosequiren können, so ferne nicht dieses Mittel ergrieffen, inmassen auf Universitæten die Dürfftigkeit zum täglichen Schlaffgesellen gehabt.“

## Werke
- Die Rachgierige Fleurie.  Bern 1975 (Nachdruck der Ausgabe 1715)
- Des glückseeligen Ritters Adelphico Lebens- und Glücks-Fälle. Erlangen 1715; digitale-sammlungen.de (Nachdruck Frankfurt am Main 1970.)
- Die in dem Grabe erlangte Vermählung der beeden Verliebten Rapymo und Sithbe. Leipzig 1717; digitale-sammlungen.de
- Die Galante und Liebens-würdige Salinde, oder Academischer Liebes-Roman, Der galanten Welt zu erlaubten Zeitvertreib.  Frankfurt / Leipzig 1718; digitale-sammlungen.de
- Der Unglücklich-Glückselige Epirotische Graf Rifano. Wolfab, Nürnberg 1720; digitale-bibliothek-mv.de